# تشارلز وينسور
تشارلز وينسور (بالإنجليزية: Charles P. Winsor)‏ هو أستاذ جامعي أمريكي، ولد في 19 يونيو 1895 في بوسطن في الولايات المتحدة، وتوفي في 4 أبريل 1951.